# Colonia Mică, Timiș
Colonia Mică (germană Kleinsiedel, maghiară Kistelep) este un sat ce aparține orașului Făget din județul Timiș, Banat, România.